# Dendrolagus lumholtzi
Dendrolagus lumholtzi là một loài chuột túi cây trong họ Macropodidae, bộ Hai răng cửa. Loài này được Collett mô tả năm 1884.

## Hình ảnh

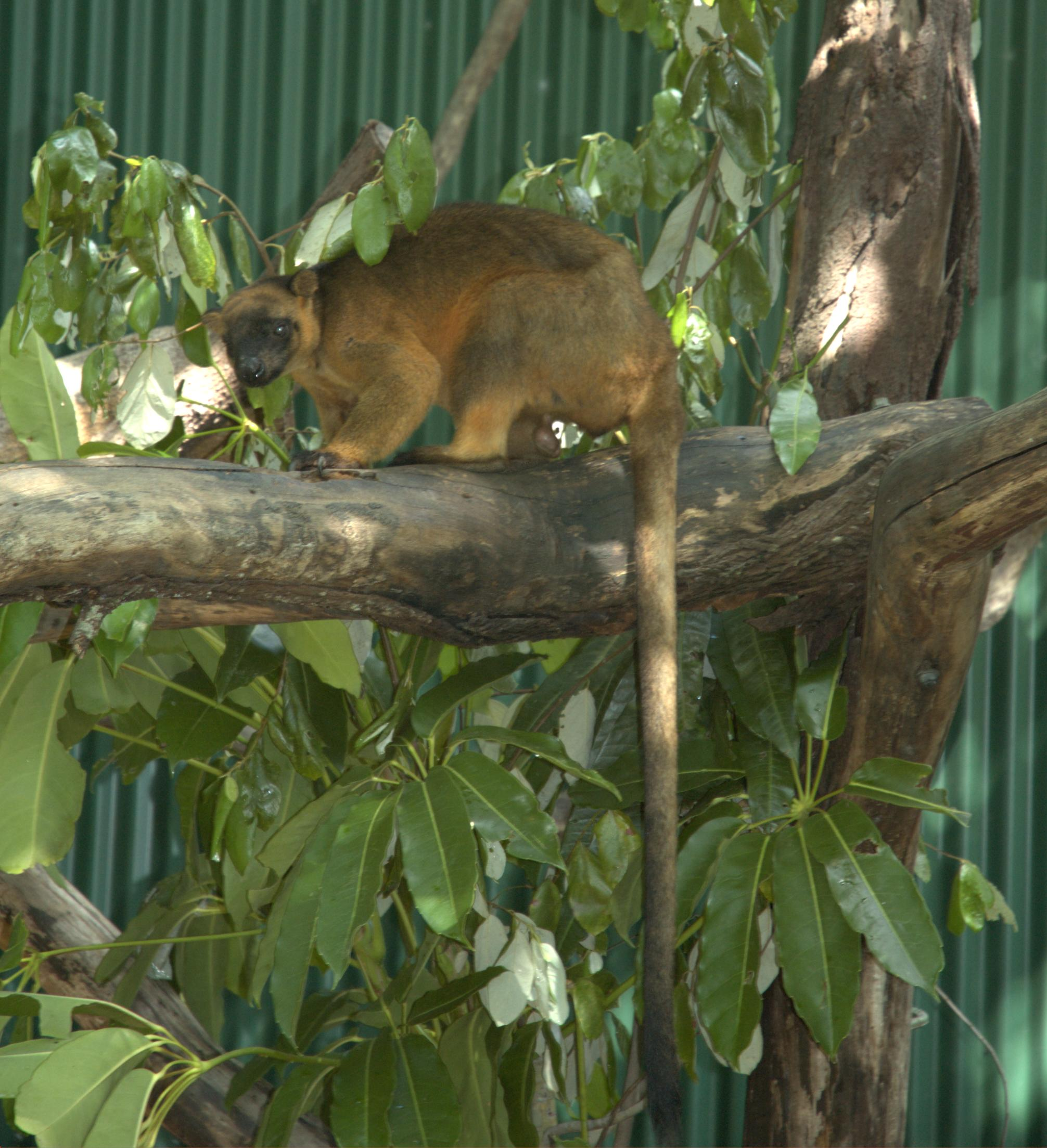
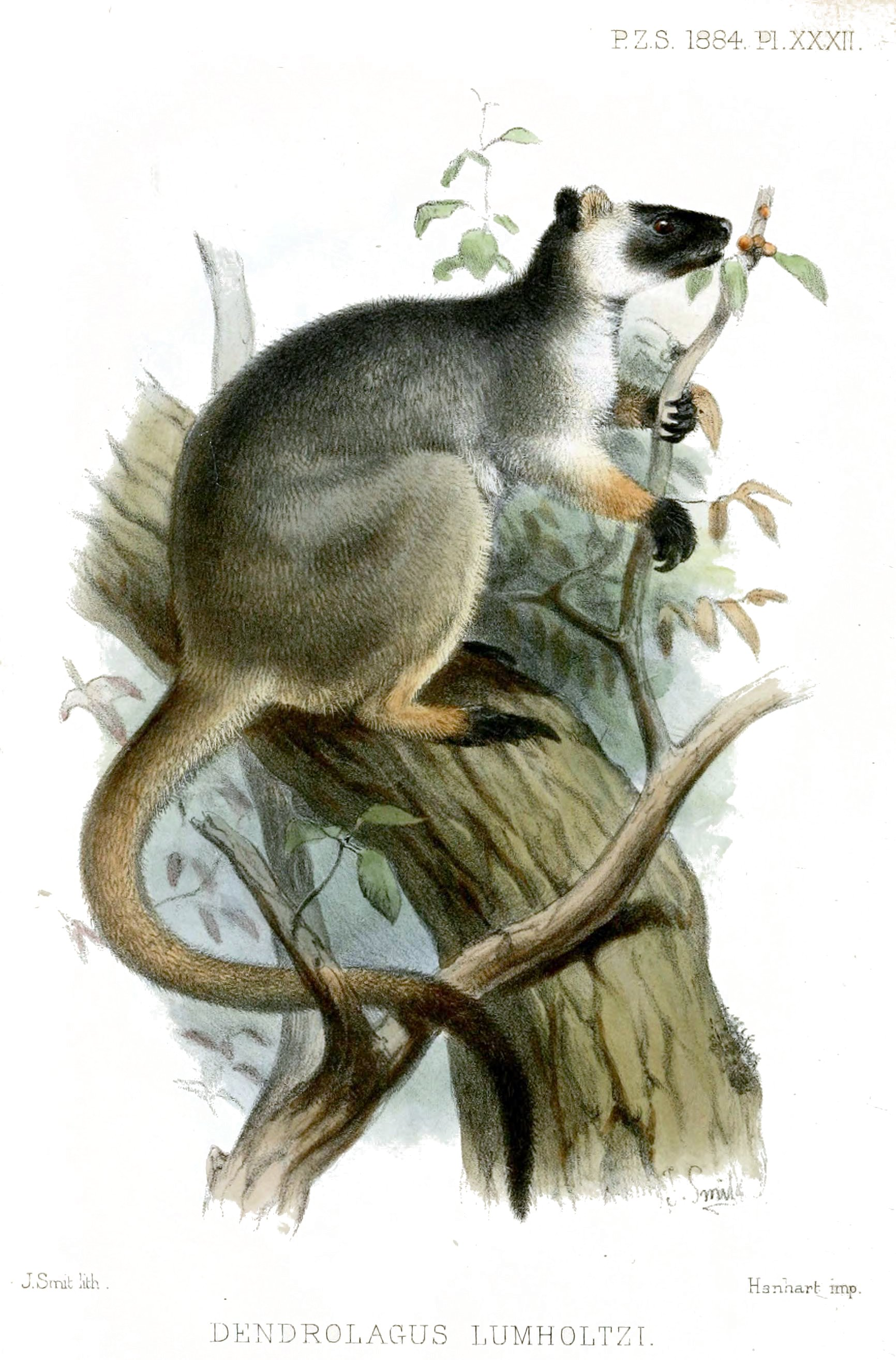
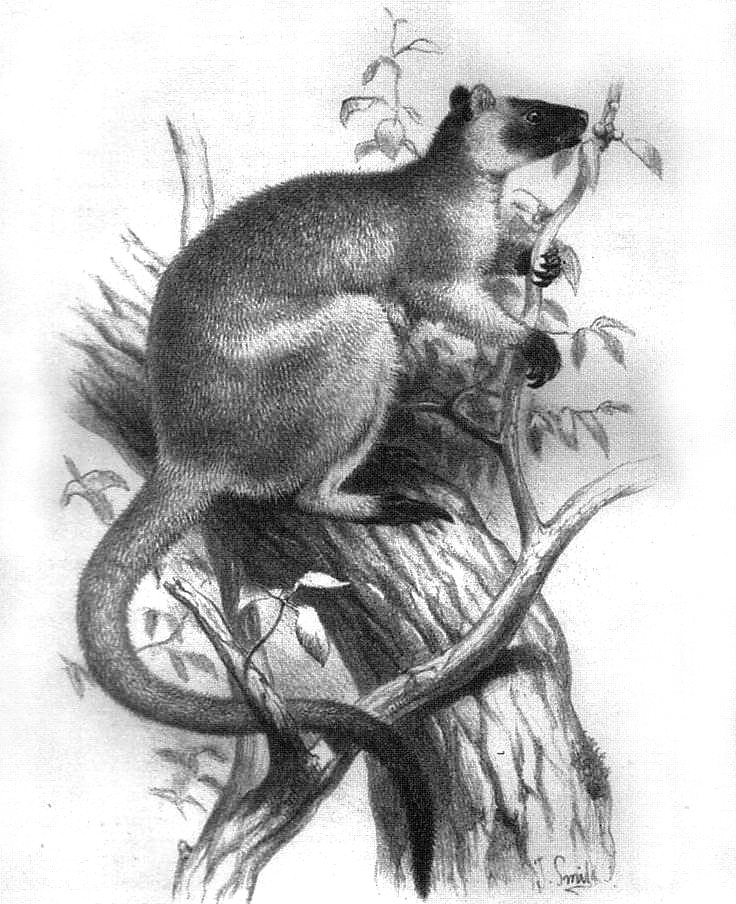
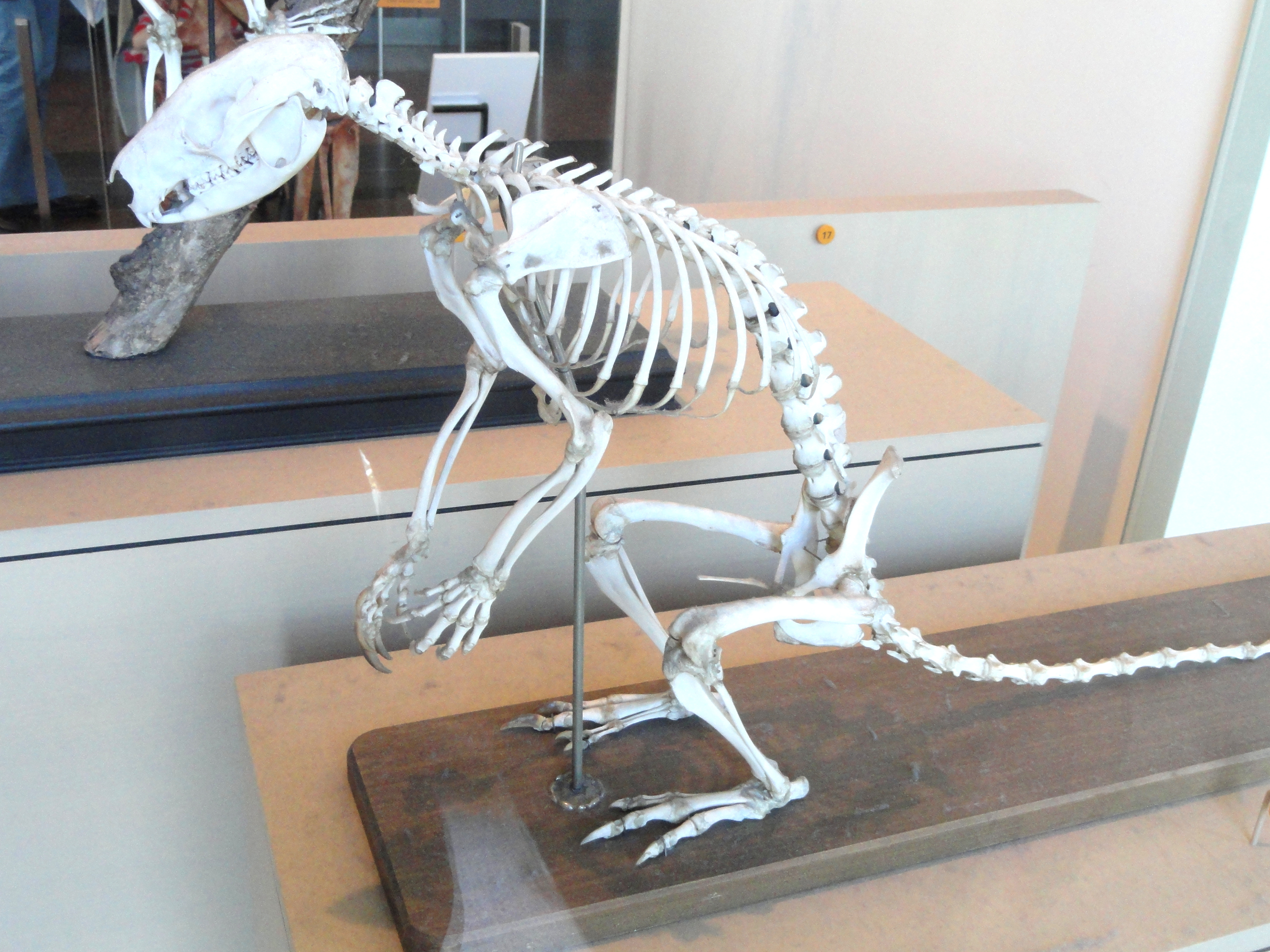